# 小串範行
小串 範行（おぐし のりゆき）は、鎌倉時代後期の武士。六波羅探題北方を担当した北条範貞の家臣。

## 概要
範貞が六波羅探題北方の任にあった時期、範行は播磨国の守護代を務めた。また、播磨国佐与庄太田方の給主でもあった。元亨3年（1323年）、小串四郎左衛門に充てて控訴に関する書状を出しており、この書状には花押と共にただ「範行」とのみ書名されているが、康永4年（1345年）の足利直義の裁許状の文面と比較検討して、範行は小串一族であると推定される。直義の書状では範行の通称は三郎左衛門尉とあるため、元亨3年（1323年）7月5日六波羅より播磨の地頭召喚の使節に任ぜられた小串三郎左衛門尉も範行だと考えられる。
正中元年（1324年）の正中の変では、山本時綱と共に、謀反を画策した土岐頼兼、多治見国長を討伐した。『太平記』では頼兼と国長を討伐した武将として小串三郎左衛門範行の名が記載されている。
小串氏では他に小串貞秀、貞雄、範秀などの人物が範貞の被官として確認されている。

## 関連作品
- 太平記（1991年、演：松浦祐一）